# Maurice Gallay
Marius „Maurice“ Gallay (* 25. Dezember 1902 in Eaux-Vives; † 15. August 1982 in Marseille) war ein französischer Fußballspieler.

## Vereinskarriere
Gallay wurde in der französischsprachigen Schweiz geboren und begann bei den Genfer Vereinen FC Genève und Servette FC Genève mit dem Fußballspielen. 1921 ging er nach Frankreich und schloss sich dort Lyon Olympique Universitaire an. Dem Verein blieb er jedoch nur für ein Jahr treu, da er anschließend das Fußballspielen zeitweise zugunsten des Ruderns aufgab. 1924 begann er hingegen wieder damit und wurde in die Mannschaft des FC Cette aufgenommen. Cette zählte zu den stärksten Vereinen Frankreichs, wenngleich es damals noch keine landesweite Liga gab. 1925 wechselte der linke Flügelspieler zu Olympique Marseille. Mit seinem neuen Verein spielte er im Pokalwettbewerb eine gute Rolle und trug mit drei Treffern bei einem 5:0-Halbfinalsieg gegen Stade Français dazu bei, dass der Einzug ins französische Pokalendspiel 1926 gelang. In diesem besiegten Gallay und seine Mitspieler die AS Valentigney, womit der Linksaußen erstmals einen nationalen Titel gewann. Im Pokalfinale 1927 glückte durch ein 3:0 gegen die US Quevilly die Titelverteidigung, wozu Gallay das Tor zum 2:0-Zwischenstand beitrug. In den darauffolgenden Jahren konnte man an diese Erfolge zwar nicht anknüpfen, doch 1929 wurde Marseille französischer Amateurmeister.
Mit der Division 1 wurde 1932 eine frankreichweite erste Liga eingeführt. Diese begründete den Profifußball in Frankreich und umfasste auch Galleys Verein Olympique Marseille. Der Linksaußen stand auf dem Platz, als seine Mannschaft am 11. September 1932 mit einem 2:1-Sieg gegen Olympique Lille in den Wettbewerb startete. In der Anfangsphase der Saison 1932/33 war er Stammspieler, wurde jedoch zuletzt am achten Spieltag gegen den Club Français aufgeboten und anschließend nicht weiter berücksichtigt. Bis dahin hatte er insgesamt sieben Erstligapartien bestritten und einen Treffer erzielt. 1934 kehrte er dem Verein den Rücken und wechselte zum Amateurklub Crédit Lyonnais Marseille, um dort eine Rolle als Spielertrainer wahrzunehmen.

## Nationalmannschaft
Kurz vor seinem ersten Pokalsieg mit Marseille erreichte Gallay am 11. April 1926 mit 23 Jahren sein Debüt für die französische Nationalelf. Im Anschluss daran wurde er regelmäßig aufgeboten, wobei er ausschließlich an Freundschaftsspielen mitwirkte. Nachdem seine Länderspiellaufbahn mit einem 4:3-Sieg gegen Belgien begann und auch die nachfolgenden beiden Spiele unter seiner Mitwirkung gewonnen wurden, erlebte er in allen darauffolgenden Partien nur noch Unentschieden und Niederlagen. Einige Resultate fielen extrem deutlich aus, so verlor Gallay mit den Franzosen 1927 zunächst 0:6 gegen England und wenige Wochen später sogar mit 1:13 gegen Ungarn. Sein letztes Länderspiel bestritt er am 26. Mai 1929 erneut gegen Belgien; es endete mit einer 1:4-Niederlage. In der Gesamtbilanz konnte Gallay 13 A-Länderspiele aufweisen und dabei einen Treffer erzielen.